# ICracked
iCracked Inc. (アイクラックト) は、アメリカ合衆国のスマートフォンの修理を専門とする企業である。
カリフォルニア州サンフランシスコに本社を置く。
この項目では、主にiCrackedの日本法人、iCracked Japanが展開する店舗であるiCracked Storeについて記載する。

## 概要
主に Google Pixel、iPhone、iPadおよびシャープ、モトローラ製のモバイル端末の修理を行っており、独自に iTech による「スマホ設定サポート」、「データ移行サービス」も行っている。
国内唯一の Google 正規サービスプロバイダ及びシャープ認定サービスプロバイダであり、純正部品を使用して即日修理をすることが可能である。

## 店舗[3]

### 北海道
- iCracked Store 函館
- iCracked Store 帯広中央
- iCracked Store 函館

### 岩手県
- iCracked Store イオンモール盛岡

### 宮城県
- iCracked Store 仙台ロフト

### 山形県
- iCracked Store 山形南

### 福島県
- iCracked Store 福島
- iCracked Store いわき小名浜

### 群馬県
- iCracked Store ベイシア前橋みなみモール

### 栃木県
- iCracked Store 宇都宮パシオ
- iCracked Store VAL小山

### 茨城県
- iCracked Store 水戸エクセルみなみ
- iCracked Store トナリエレクオ　つくば

### 埼玉県
- iCracked Store ハンズ大宮
- iCracked Store 浦和
- iCracked Store 西武本川越ぺぺ
- iCracked Store 所沢トコトコスクエア
- iCracked Store 南越谷

### 千葉県
- iCracked Store ペリエ稲毛
- iCracked Store プラーレ松戸
- iCracked Store 柏モディ

### 東京都
- iCracked Store 大手町
- iCracked Store 秋葉原
- iCracked Store 銀座ロフト
- iCracked Store 六本木ヒルズ
- iCracked Store 新橋
- iCracked Store 上野マルイ
- iCracked Store 阪急大井町ガーデン
- iCracked Store ハンズ渋谷
- iCracked Store ハンズ新宿
- iCracked Store 池袋60階通り
- iCracked Store 立川髙島屋S.C.
- iCracked Store イトーヨーカドー武蔵境
- iCracked Store 府中
- iCracked Store ハンズ町田